# Sans garantie du gouvernement

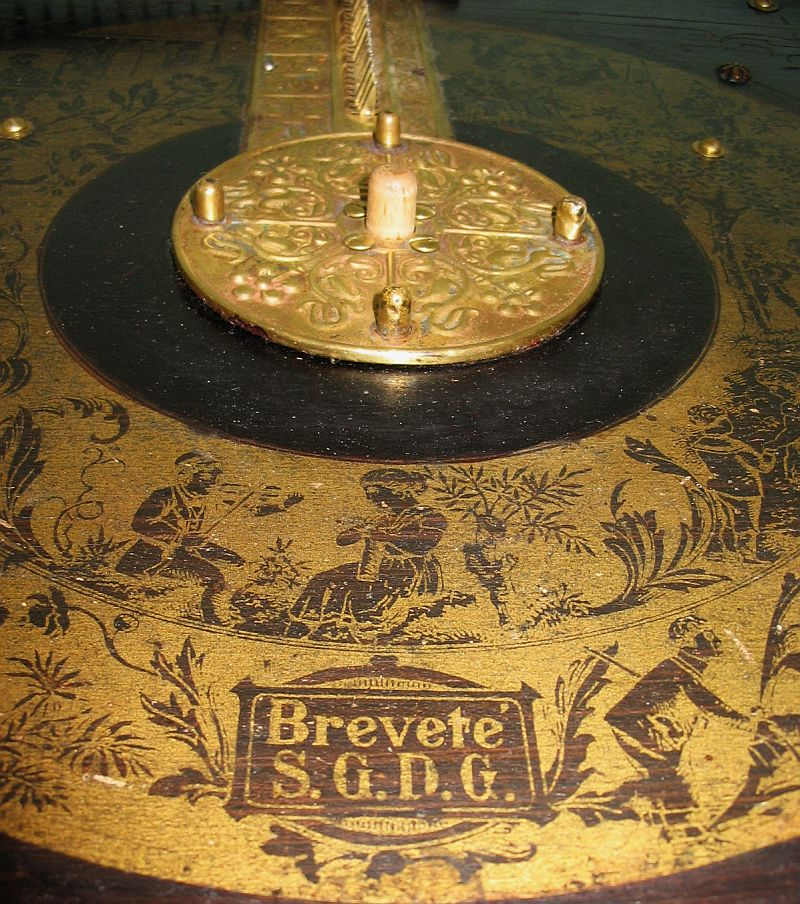
Breveté S.G.D.G, trouvé sur un Ariston, un orgue de Barbarie.

« Breveté SGDG », abréviation de « sans garantie du gouvernement », est une mention légale relevant du droit des brevets.

## En France
« Breveté SGDG » était en France une mention légale dégageant l'État de toute responsabilité sur le bon fonctionnement effectif du dispositif breveté.
Cette mention a été établie par la loi du 5 juillet 1844 art. 33, qui dispose que les brevets sont délivrés « sans examen préalable, aux risques et périls des demandeurs, et sans garantie soit de la réalité, de la nouveauté ou du mérite de l’invention, soit de la fidélité ou de l’exactitude de la description ». 
Cette mention a disparu en 1968.
Le texte de la loi de 1844 est à l'origine l'invention de Napoléon Bonaparte, selon le décret du 27 septembre 1800.
Mais ces dispositions voulues par Napoléon avaient des antécédents dans une loi votée par l'Assemblée constituante le 7 janvier 1791, qui garantit à l'inventeur le monopole de la fabrication de son invention pendant quinze ans.

## En Belgique
En Belgique, selon l'article 22 de la Loi sur les brevets d'invention du 28 mars 1984, le principe SGDG est encore applicable,.

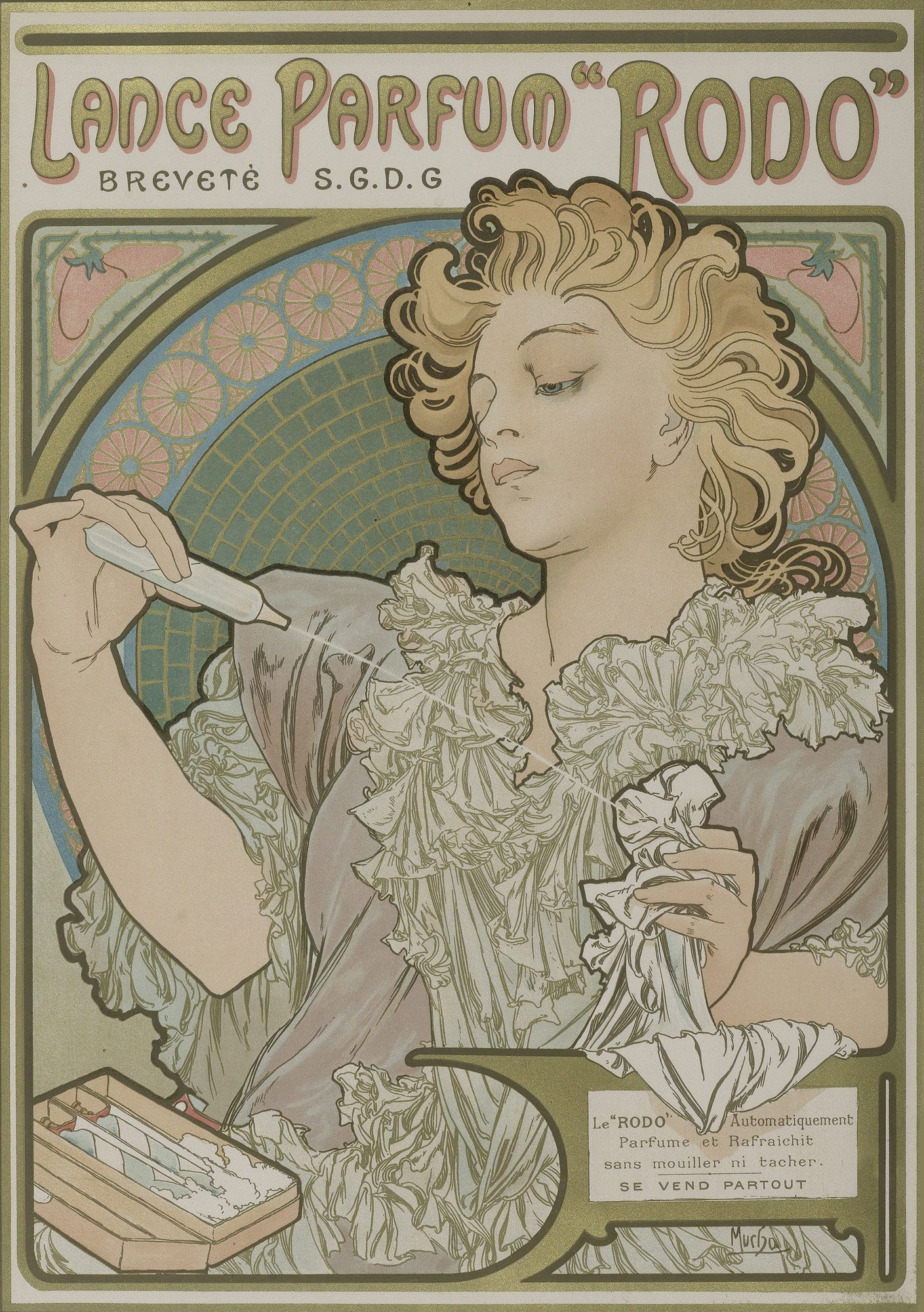
Lance-parfum Rodo (1896-1897), lithographie signé Mucha.

## Sources
- L'histoire des brevets par Serge Lapointe